# Enrica von Handel-Mazzetti
Enrica von Handel-Mazzetti (n. 10 ianuarie 1871, Viena - d. 8 aprilie 1955, Linz) a fost o scriitoare austriacă.
A scris în special romane, în stil neo-romantic, cu influențe baroce și umaniste, pe tema războaielor religioase și a fanatismului.

## Scrieri
- 1900: Anul memorabil al lui Meinrad Helmperger ("Meinrad Helmpergers denkwürdiges Jahr")
- 1902: Trădătorul ("Der Verräter")
- 1906: Jesse și Maria ("Jesse und Maria")
- 1929 - 1931: Doamna Maria ("Frau Maria").

## Galerie de imagini

Enrica von Handel-Mazzetti